# Großer Archenkopf
Le Großer Archenkopf est une montagne culminant à 2 391 mètres d'altitude dans le massif des Alpes de Berchtesgaden, à la frontière entre l'Allemagne et l'Autriche.

## Géographie

### Situation
La montagne se situe dans le massif du Hoher Göll. La crête frontalière s'étend du Jägerkreuz en passant par le Hohes Brett, le Brettriedel, le Großer et le Kleiner Archenkopf jusqu'au Hoher Göll, le point culminant du massif.

## Ascension
L'ascension la plus facile se fait par la station de montagne du Jennerbahn vers le Hohes Brett et le Brettriedel avec un temps de marche d'environ 2 heures et demie.
Un temps de marche de 10 heures doit être prévu dans le cadre d'une traversée difficile du Kuchler Kamm jusqu'à la commune de Golling an der Salzach. La crête s'étend plus à l'est depuis l'Archenkopf vers le Taderer, le Grünwandkopf, les Hinteres et Vorderes Freieck et le Kleiner Göll. Il y a plusieurs montées et descentes non sécurisées, exposées et de difficulté 2 sur ce chemin non balisé. Le village dans la vallée de Golling se trouve 1 900 mètres plus bas dans la vallée de la Salzach.
Le Hoher Göll est accessible depuis l'Archenkopf au nord en un peu moins d'une heure en passant par le Purtschellerhaus.